# Juho Kusti Paasikivi
Juho Kusti Paasikivi (27. november 1870 – 14. december 1956) var Finlands 7. præsident (1946–1956). Han havde tidligere været Finlands statsminister (1918 og 1944–1946), og var generelt en indflydelsesrig person i finsk økonomi og politik i over 50 år. Han huskes som den der var hovedarkitekten bag Finlands udenrigspolitik efter 2. Verdenskrig.
Han blev født som Johan Gustaf Hellsten i 1870 i Koski i Häme provinsen i Finland, søn af August Hellsten, en handlende, og Karolina Wilhelmina Selin. Han forfinskede sit navn til Juho Kusti Paasikivi i 1885.

## Tidlige år og politisk karriere
Paasikivi blev forældreløs da han var 14 og voksede op hos en tante. Den unge Paasikivi var en begejstret atlet og gymnast. Han fik det meste af sin grundlæggende skolegang i Hämeenlinna, hvor han tidligt viste interesse for læsning, og blev den bedste elev i klassen. Han kom på universitetet i Helsinki i 1890. I 1892 fik han en batchelor eksamen og i 1897 fik han juridisk embedseksamen. Samme år giftede han sig med sin første kone Anna Matilda Forsman (1869-1931). De fik 4 børn, Annikki (1898–1950), Wellamo (1900–1966), Juhani (1901-1942) og Varma (1903-1941). I 1901 blev Paasikivi dr.jur. og han var lektor i forvaltningsret på Universitetet i Helsinki 1902-1903.
Han forlod denne stilling for at blive ledende direktør i Storhertugdømmet Finlands finansministerium, en post som han beholdt indtil 1914. I næsten hele sit voksne liv bevægede Paasikivi sig i inderkredsen af finsk politik. Han gik ind for større selvbestemmelse, en uafhængig regering og et finsk senat. Han gik imod Ruslands panslaviske planer om at gøre russisk til det eneste officielle sprog overalt i det russiske imperium. Han tilhørte imidlertid det mere samarbejdsvillige Gamle Finske Parti, som var modstander af radikale skridt, som kunne give bagslag og som kunne opfattes som aggressive af russerne. Paasikivi sad som medlem af parlamentet i 1907-1908 og 1910-1913. Han sad i senatet 1908-1909 som leder af finansområdet.

## Uafhængighed og borgerkrig
Under 1. Verdenskrig begyndte Paasikivi at nære tvivl om Fennoman Partiets loyale linje. I 1914 tog han sin afsked fra Finansministeriet, opgav sin post i parlamentet og det offentlige liv. Han blev administrerende direktør for Kansallis-Osake-Pankki (KOP) banken, en post han beholdte indtil 1934. Paasikivi sad også i Helsinki byråd 1915-1918.
Efter Den Russiske Revolution i februar 1917 blev Paasikivi udpeget til en komite, som begyndte at formulere nye love, der skulle modernisere Storhertugdømmet. I starten gik han ind for øget selvstændighed indenfor rammerne af det russiske imperium, i modstrid med socialdemokraterne i koalisionsregeringen, som forgæves kæmpede for en mere vidtgående autonomi, men efter Oktoberrevolutionen gik Paasikivi ind for fuld uafhængighed – om end i form af et konstitutionelt monarki.
Under den finske borgerkrig stod Paasikivi på samme side som den Hvide regering. Som statsminister fra maj-november 1918 stræbte han stadig efter at få indført et konstitutionelt monarki med Frederik Karl af Hessen som konge, hvilket skulle sikre Finland tysk støtte mod det bolsjevistiske Rusland. Da Tyskland tabte krigen, måtte monarkiet droppes til fordel for en republik, som mere var i de sejrende Vestmagters smag. Paasikivis senat trådte tilbage, og han vendte tilbage til KOP banken.
Paasikivi som politisk var konservativ var en stærk modstander af socialdemokrater i regeringen, eller af kommuniester i parlamentet. Forsøgsvis støttede han den halv-fascistiske Lapua bevægelse som krævede radikale tiltag mod den politiske venstrefløj. Men det endte med at Lapua bevægelsen blev yderligere radikaliseret og angreb Finlands liberale tidligere præsident Kaarlo Juho Ståhlberg, og mange konservative vendte sig i lighed med Paasikivi væk fra den radikale højrefløj. I 1934 blev han formand for det konservative Nationale Koalitionsparti – Kokoomus, som gik ind for demokrati, og opnåede at partiet blev rehabiliteret efter dets betænkelige nærhed til Lapua bevægelsen og det mislykkede statskup, Mäntsälä oprøret.

## Ambassadør i Stockholm
Efter at være blevet enkemand i 1931 giftede han sig med Allina (Alli) Valve (1879–1960) i 1934 og trak sig ud af politik. Han blev imidlertid overtalt til at blive ambassadør i Sverige, som på det tidspunkt blev betragtet som Finlands vigtigste ambassadørpost. Autoritære regeringer overtog magten i Tyskland, Polen og Estland og Finland blev mere og mere isoleret mens Sovjetunionen blev mere truende. Efter den gradvise opløsning af Folkeforbundet og da det viste sig af Storbritannien og Frankrig var uinteresserede, var Sverige det eneste tilbageværende land, som muligvis kunne støtte Finland. Nogenlunde fra det tidspunkt hvor Lapua bevægelsens kup mislykkedes havde Paasikivi og Mannerheim tilhørt en snæver kreds af konservative finner som diskuterede hvordan denne støtte kunne opnås.
I Stockholm stræbte Paasikivi efter at få svenske forsvarsgarantier, eller en forsvarsalliance eller en defensiv union mellem Finland og Sweden. Siden borgerkrige havde forholdet mellem svenskerne og finnerne været meget køligt. De revolutionære omvæltninger ved slutningen af Verdenskrigen havde i Sverige ført til parlamentarisme, øget demokrati og den dominerende rolle for de svenske socialdemokrater. I Finland derimod havde resultatet været den katastrofale borgerkrig og et fuldstændigt nederlag for socialismen. Samtidig som Paasikivi ankom i Stockholm kom det frem at præsident Svinhufvud fortsat havde en aversion mod parlamentarisme og (efter pres fra Paasikivi's konservative parti) havde afvist at udpege en regering med socialdemokrater som ministre. Dette forbedrede ikke Paasikivis rygte blandt de svenske socialdemokrater, som dominerede regeringen, som var rigeligt skeptiske i forvejen på grund af hans tilknytning til Finlands monarkister i 1918 og det fejlslagne Lapua kup i 1932.
Situationen blev forbedret, dels gennem Paasikivis anstrengelser, dels ved at præsident Kyösti Kallio blev valgt. Kallio gik ind for parlamentarisme og udpegede socialdemokrater til regeringen. Men spændingerne mellem Finland og Sverige var for stærke: Under Vinterkrigen var den svenske støtte til Finland betydelig, men der manglede et afgørende træk: Sverige erklærede hverken krig mod Sovjetunionen eller sendte regulære tropper til hjælp for Finland. Det fik mange finner, inklusive Paasikivi selv, til at se hans mission i Stockholm som fejlslagen.

## Ambassadør i Moskva
Før Vinterkrigen blev Paasikivi Finlands repræsentant i forhandlingerne i Moskva. Da han så, at Stalin ikke havde til sinds at ændre sin politik, gik han ind for at man skulle imødekomme nogle af kravene. Da krigen brød ud blev Paasikivi bedt om at gå ind i Risto Ryti’s regering som minister uden portefølje i rollen som distingveret politisk rådgiver. Han endte med at sidde i regeringens triumvirat sammen med Risto Ryti og udenrigsminister Väinö Tanner (formand for socialdemokraterne). Han førte også forhandlingerne om en våbenhvile og fred, og fortsatte sin mission i Moskva som ambassadør. I Moskva var han naturligvis afskåret fra de mest hemmelige tanker i Helsinki, men da han opdagede, at de gik i retning af en revanchekrig med støtte fra Tyskland, trak han sig tilbage.

## Statsminister og præsident
I sommeren 1941, da Fortsættelseskrigen var brudt ud, gik han i gang med at skrive sine erindringer. I 1943 kom han til den konklusion, at Tyskland ville tabe krigen og at Finland også var i stor fare. Hans tidlige modstand mod den tyskvenlige politik i 1940-1941 var alt for velkendt og hans første initiativer til at starte fredsforhandlinger blev ikke støttet af hverken feltmarskal Mannerheim eller fra Risto Ryti, som nu var blevet præsident.
Straks efter krigen udpegede Mannerheim (som nu var blevet præsident) Paasikivi til statsminister. For første gang i finsk historie blev en kommunist, Yrjö Leino, optaget i regeringen. Paasikivi's politik var realistisk, men radikalt anderledes end den, som var blevet ført i de forudgående 25 år. Hans vigtigste mål var at bevise, at Finland ikke udgjorde nogen trussel mod Sovjetunionen, og at begge lande ville vinde ved at have et fortroligt fredeligt forhold. Han måtte opfylde mange sovjetiske krav, herunder en retssag, som skulle dømme de ansvarlige for Fortsættelseskrigen. Da Mannerheim trak sig tilbage valgte parlamentet Paasikivi som hans efterfølger. På det tidspunkt var Paasikivi fyldt 75 år.
Som præsident holdt Paasikivi Finlands udenlandske relationer i fokus, og forsøgte at sikre en stabil fred og et bredere råderum. Paasikivi konkluderede at når man så bort fra alle de fine ord, måtte Finland tilpasse sig supermagtens politik og indgå traktater med Sovjetunionen for at undgå en værre skæbne. Herigennem lykkedes det ham at stabilisere Finlands stilling. Denne "Paasikivi doktrin" blev fulgt i årtier, og blev kaldt Finlandisering i 1970'erne.
Paasikivi blev genvalgt ved præsidentvalget i 1950, hvor han fik 171 ud af 300 valgmandsstemmer. Fokus i hans anden valgperiode rettede sig i store træk mod indenrigspolitikken, i modsætning til hans første periode. Stalin's død gjorde Paasikivis opgave lettere. Som sportsentusiast og tidligere atlet og gymnast havde Paasikivi fornøjelsen af at åbne de Olympiske sommerlege i 1952, som afholdtes i Helsinki.
Ved slutningen af Paasikivis anden 6-års periode, var Finland sluppet af de med de mest påtrængende problemer efter den tabte krig. Flygtningene fra Karelen var blevet genbosat, krigsskadeserstatningen var betalt, rationeringen var blevet ophævet i 1955 og Sovjetunionen havde fjernet sine tropper fra marinebasen Porkkala ved Helsinki.
Han genopstillede ikke ved valget i 1956 og sluttede sin embedsperiode den 1. marts 1956, i en alder af 85 år. Han døde i december samme år, uden at være blevet færdig med sine erindringer.

## Paasikivi på pengesedler
Præsident J.K. Paasikivi, som havde en stærk baggrund i bankvæsen blev afbildet på forskellige finske pengesedler. Han er en af de tre finske præsidenter som har optrådt på finske markka pengesedler.

## Erindringer (på svensk)
- President Paasikivis minnen 1940-41, II: Mellankrigstiden - som sändebud i Moskva; Mercators Tryckeri, Helsingfors 1959 (oversat til svensk af Ragnar Numelin)
- J.K. Paasikivis dagböcker, 1941-1944: Samtal i ond tid; Tidens Förlag, Tryckeri och Tidnings Ab, Borgå 1992; ISBN 91-550-3882-4 (oversat til svensk af Frank Jernström)
- J.K. Paasikivis dagböcker, 1944-1956, Första delen: Vid katastrofens rand; Sönderström & C:O Förlags AB, Tryckeri och Tidnings Ab, Borgå 1985; ISBN 951-52-1047-X (oversat til svensk af Göran Stjernschantz)
- J.K. Paasikivis dagböcker, 1944-1956, Andra delen: De farliga åren; Sönderström & C:O Förlags AB, Tryckeri och Tidnings Ab, Borgå 1986; ISBN 951-52-1080-1 (oversat til svensk af Göran Stjernschantz)